# Gujjarpur Kalan
Gujjarpur Kalan (em panjabi: ਗੁੱਜਰਪੁਰ ਕਲਾਂ) é uma aldeia localizada no distrito de Shaheed Bhagat Singh Nagar, no estado de Punjab, na Índia. Está localizado a 12 (7,5 mi) quilômetros de Banga, 3,8 (2,4 mi) quilômetros da cidade de Gujjarpur Kalan, 3 quilômetros (1,9 mi) do distrito Shaheed Bhagat Singh Nagas e 90 quilômetros (56 mi) da capital do estado, Chandigarh. A aldeia, assim como as demais indianas, é governada por um sarpanch, eleito democraticamente pela maioria da população residente no assentamento.

## Demografia
Segundo o relatório publicado pelo Censo da Índia de 2011, a aldeia Gujjarpur Kalan é composta por um total de 176 casas e a população total é de 840 habitantes, dos quais 416 são do sexo masculino e 424, do sexo feminino. O nível de alfabetização da aldeia é 74.29% maior que a média do estado, a qual é de 75.84%.
Conforme constatação do Censo, 248 pessoas exercem seu trabalho fora da aldeia; dessas, 228 são homens e 20 são mulheres. O levantamento do governo também consta que 98.39% dos trabalhadores ocupam um serviço como trabalho formal e único, enquanto os outros 1.61% estão envolvidos em atividades marginais, trabalhando como meio de subsistência em diferentes lugares em menos de seis meses.

## Educação
Na aldeia, não há nenhuma escola, e os estudantes precisam ir a outras aldeias para estudar; muitas dessas aldeias estão distantes por dez quilômetros. Nas proximidades, destaca-se a Lovely Professional University a 43 quilômetros. Outras instituições de ensino também representam papel importante na região: K.C. Public, Haila, Baba Karam Singh e U.K. Model High School.

## Transporte
A estação de trem mais próxima de Gujjarpur Kalan é Banga; no entanto, a estação principal, Garhshankar, está a 11 quilômetros (6,8 mi) de distância. O aeroporto mais perto é Sahnewal, localizado a 59 quilômetros, e o aeroporto internacional mais próximo é o Sri Guru Ram Dass Jee, a 152 quilômetros.